# Psychokybernetika
Psychokybernetika (Psycho-Cybernetics) je klasické dílo tzv. "self-help" literatury z roku 1960. Jejím autorem je Maxwell Maltz.
Maltz byl elitní britský plastický chirurg své doby. Během své práce pozoroval, že někteří jeho pacienti po plastické operaci s tím, jak se změní jejich vizáž, přemění i vnímání sebe sama (např. zvýší se jím sebevědomí, a následkem toho se statnou úspěšnějšími ve všem, co dělají, ovšem jistou část jeho pacientů ani radikální zlepšení jejich vzhledu nijak "vnitřně" neovlivní. Nahlížejí na sebe stejně i po zákroku. Maltzt se zabýval tím, co tyto změny způsobuje, a objevil zajímavý koncept tzv. "obrazu sama sebe" (self-image).